# Milton Scaron
Milton Antonio Scaron Falero (Montevidéu, 22 de agosto de 1936) é um ex-basquetebolista uruguaio que integrou a Seleção Uruguaia que conquistou a Medalha de bronze disputada nos XVI Jogos Olímpicos de Verão de 1956 realizados em Melbourne, Austrália.